# Oldtidsgrave i Herritslev Sogn
Det kulturhistoriske Centralregister har 32 poster omhandlende Herritslev Sogn. Af disse vedrører 5 forhold, der ikke er relateret til oldtidsgrave, og 1 post er opført som uidentificerbar. Af de resterende meldes 22 at være forsvundet. Det efterlader 4 eksisterende grave/anlæg fra oldtiden i området. Disse er alle beliggende på steder, der ikke er opdyrket, hvorimod alle dysser på dyrkede marker er forsvundet.
- Oplysninger om Herritslev Sogn i Det kulturhistoriske Centralregister Arkiveret 17. januar 2005 hos  Wayback Machine

## Gravene
Rundhøj ”Trehøje” – SB9
 
Gravhøjen ligger i en tidligere grusgrav på toppen af en bakke. Den er imidlertid omgivet af buske og træer og er derfor ikke umiddelbart til at få øje på. Dog er der adgang (lovlig?) via Tværvej og en markvej til det tidligere grusgravsområde. Den er den overlevende af de tre høje, som har givet navn til området. Ved en besigtigelse i 1954 var der en sti til toppen, hvor der var bænke og flagstang. Området omkring højen er dramatiskt efter lollandske forhold. Området var efter istiden svagt bakket, men 1900-tallets grusgravning har efterladt den sidste af de 3 høje som en vældig knold. Der er ingen randsten at se, men FM-stenen (Fredet Mindesmærke)står der stadig, svagt hældende.
- SB 9
- SB 9

- Se beskrivelse og kort (Webside ikke længere tilgængelig)

Kæmpegården eller Dr. Margrethes høj – SB15

Dyssen ligger ved en lav skrænt ned til Østersøen syd for gården Egholm. Den opmåltes i 1954 til at være 76 m lang. Indtil ca. 2000 var der en sti til dyssen. I dag kan den kun nås via udyrkede områder langs stranden.
- SB 15
- SB 15
- SB 15

- Se beskrivelse og kort (Webside ikke længere tilgængelig)

Rundhøj i Egholmskoven – SB24

Højen skulle angiveligt ligge i Egholmskoven tæt på en skovvej. Den betegnedes i 1954 som 1,5 m høj med en diameter på 18 m. I oktober 2009 er den imidlertid ikke lokaliseret, enten fordi den gemmer sig i skovtykningen, eller fordi den er væk!
- Se beskrivelse og kort (Webside ikke længere tilgængelig)

Rundhøj i Egholmskoven – SB29

Højen ligger i Egholmskoven tæt på stranden og rørsumpen uden for Høvængediget. Den fremtræder i dag som en ydmyg stenkreds med en diameter på ca. 11 m.
- SB 29
- SB 29

- Se beskrivelse og kort (Webside ikke længere tilgængelig)